# Ljungssjön
Ljungssjön är en sjö i Linköpings kommun i Östergötland och ingår i Motala ströms huvudavrinningsområde. Sjön har en area på 1,21 kvadratkilometer och ligger 65,9 meter över havet. Sjön avvattnas av vattendraget Motala ström. Sjön ligger cirka fem kilometer nordväst om Ljungsbro tätort. Vid den södra stranden ligger Ljungs slott och ett kort stycke sydöst därom finns Ljungs kyrka. Ljungssjön genomflyts av Motala ström. Göta kanal passerar söder om sjön. Ljungssjön är uppdämd och fungerar som vattenmagasin för Malfors kraftstation i Ljungsbro.

## Delavrinningsområde
Ljungssjön ingår i det delavrinningsområde (648939-147859) som SMHI kallar för Utloppet av Ljungssjön. Medelhöjden är 79 meter över havet och ytan är 17,71 kvadratkilometer. Räknas de 385 avrinningsområdena uppströms in blir den ackumulerade arean 6 601,5 kvadratkilometer. Avrinningsområdets utflöde Motala Ström mynnar i havet. Avrinningsområdet består mestadels av skog (22 procent), öppen mark (14 procent) och jordbruk (56 procent). Avrinningsområdet har 1,27 kvadratkilometer vattenytor vilket ger det en sjöprocent på 6,7 procent.